# Ron Livingstone
George Ronald "Ron" Livingstone (9 de outubro de 1925 — 26 de agosto de 1991) foi um jogador norte-americano de basquete profissional que disputou duas temporadas na National Basketball Association (NBA). Foi selecionado pelo Baltimore Bullets como a sexta escolha geral no draft da BAA (hoje NBA) em 1949.